# MLB All-Star Game 1969
MLB All-Star Game 1969 – 40. Mecz Gwiazd ligi MLB, który odbył się 23 lipca 1969 roku na stadionie RFK Stadium w Waszyngtonie. Mecz zakończył się zwycięstwem National League All-Stars 9–3. Spotkanie obejrzało 45 259 widzów. Najbardziej wartościowym zawodnikiem został wybrany pierwszobazowy Willie McCovey z Cincinnati Reds, który zdobył dwa home runy (w tym dwupunktowego).

## Wyjściowe składy
| National League | National League | National League | National League | American League | American League | American League | American League |
| #               | Zawodnik        | Klub            | Pozycja         | #               | Zawodnik        | Klub            | Pozycja         |
| --------------- | --------------- | --------------- | --------------- | --------------- | --------------- | --------------- | --------------- |
| 1               | Matty Alou      | Pirates         | CF              | 1               | Rod Carew       | Twins           | 2B              |
| 2               | Don Kessinger   | Cubs            | SS              | 2               | Reggie Jackson  | Athletics       | CF              |
| 3               | Hank Aaron      | Braves          | RF              | 3               | Frank Robinson  | Orioles         | RF              |
| 4               | Willie McCovey  | Giants          | 1B              | 4               | Boog Powell     | Orioles         | 1B              |
| 5               | Ron Santo       | Cubs            | 3B              | 5               | Frank Howard    | Senators        | LF              |
| 6               | Cleon Jones     | Mets            | LF              | 6               | Sal Bando       | Orioles         | 2B              |
| 7               | Johnny Bench    | Reds            | C               | 7               | Rico Petrocelli | Red Sox         | SS              |
| 8               | Félix Millán    | Braves          | 2B              | 8               | Bill Freehan    | Tigers          | C               |
| 9               | Steve Carlton   | Cardinals       | P               | 9               | Mel Stottlemyre | Yankees         | P               |

| National League | 1 | 2 | 5 | 1 | 0 | 0 | 0 | 0 | 0 | 9 | 11 | 0 |
| American League | 0 | 1 | 1 | 1 | 0 | 0 | 0 | 0 | 0 | 3 | 6  | 2 |
| WP: Steve Carlton (1–0) LP: Mel Stottlemyre (0–1) SV: Phil Niekro (1) Home runy: NL: Willie McCovey (2), Johnny Bench (1) AL: Frank Howard (1), Bill Freehan (1) |   |   |   |   |   |   |   |   |   |   |    |   |

## Składy
| Miotacze - Ray Culp (2) - Darold Knowles (1) - Mickey Lolich (1) - Sam McDowell (4) - Denny McLain (3) - Dave McNally (1) - Blue Moon Odom (2) - Mel Stottlemyre (4) Łapacze - Bill Freehan (6) - Ellie Rodríguez (1) - Johnny Roseboro (6) |  | Wewnątrzpolowi - Mike Andrews (1) - Sal Bando (1) - Rod Carew (3) - Jim Fregosi (5) - Davey Johnson (2) - Harmon Killebrew (11) - Don Mincher (2) - Rico Petrocelli (2) - Boog Powell (2) - Brooks Robinson (13) Zapolowi - Paul Blair (1) - Mike Hegan (1) - Frank Howard (2) - Reggie Jackson (1) - Carlos May (1) - Tony Oliva (11) - Frank Robinson (11) - Reggie Smith (1) - Roy White (1) - Carl Yastrzemski (6) |  | Menadżer - Mayo Smith Trenerzy - Alvin Dark - Earl Weaver |

| Miotacze - Steve Carlton (2) - Larry Dierker (1) - Bob Gibson (7) - Grant Jackson (1) - Jerry Koosman (2) - Juan Marichal (9) - Phil Niekro (1) - Tom Seaver (3) - Bill Singer (1) Łapacze - Johnny Bench (2) - Chris Cannizzaro (1) - Randy Hundley (1) |  | Wewnątrzpolowi - Ernie Banks (14) - Glenn Beckert (1) - Don Kessinger (2) - Lee May (1) - Willie McCovey (4) - Denis Menke (1) - Félix Millán (1) - Tony Pérez (3) - Ron Santo (6) Zapolowi - Hank Aaron (19) - Matty Alou (4) - Roberto Clemente (12) - Cleon Jones (1) - Willie Mays (20) - Pete Rose (4) - Rusty Staub (3) |  | Menadżer - Red Schoendienst Trenerzy - Dave Bristol - Leo Durocher |

- W nawiasie podano liczbę powołań do All-Star Game.